# 살애

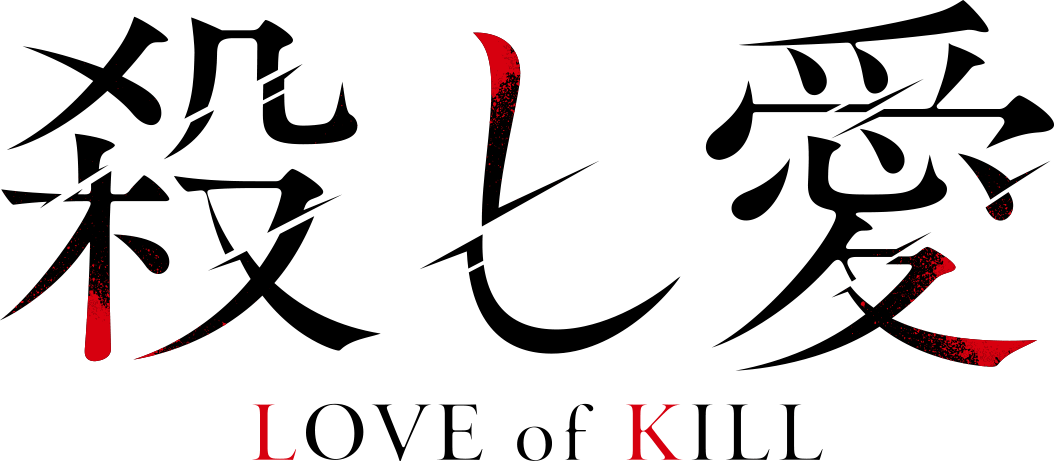

살애(일본어: 殺し愛)는 Fe가 글과 그림을 맡은 일본의 만화이다. 『월간 코믹 진』(KADOKAWA)에서 2015년 11월호부터 2023년 2월호까지 연재되었다. 연재 전에는 pixiv에서 프로토 타입판이 집필되었다.
『월간 코믹 진』 2018년 3월호 부록으로 드라마 CD가 발매되었다. 2020년 12월 11일에 TV 애니메이션화가 발표되었으며 2022년 1월 13일부터 3월 31일까지 방영되었다.
2022년 1월에는 누계 발행 부수가 75만부를 돌파했다.

## 줄거리
여주인공 샤토 댄크워스는 어느날 수수께끼의 엄청난 킬러 남주인공 송량하를 만나 압도적인 힘으로 제압당한다. 하지만 그가 요구한 것은 샤토의 이름이었다.